# Giulio Landi
Giulio Landi (Piacenza, 30 de maio de 1498 — Lodi, 27 de abril de 1579) foi um viajante, humanista e intelectual italiano, autor de uma descrição coeva da ilha da Madeira.

## Biografia
Embora vários dos seus biógrafos apontem Florença como a sua cidade natal, Giulio Landi nasceu em Piacenza, no seio de uma ilustra família da antiga nobreza local, filho de Federico, conde de Bardi, e de sua esposa Caterina Pallavicini. Entre os seus irmão mais velhos contava-se Marcantonio Landi, que herdou os bens da família e foi pai do embaixador e político Agostino Landi.
Não sendo o primogénito da família, estava destinado a uma carreira na alta administração ou na magistratura. Com esse fito, depois de completar estudos filosofia, latinidade, grego e retórica na sua cidade natal, ainda muito novo, mudou-se para Roma onde passou toda a sua juventude e estudou Jurisprudência. Durante a juventude frequentou os meios intelectuais, ingressando numa tertúlia de pendor humanista que se reunia em torno do cardeal Ippolito de' Medici, de quem foi amigo próximo e colaborador até à morte deste, ocorrida em 1535.
Permaneceu em Roma onde por volta de 1549 se inscreveu no Collegio dei magnifici dottori e giudici (Colégio dos Magníficos Doutores e Juízes), do qual já eram parte outros membros da família Landi, nomeadamente Ottaviano Landi e Costanzo Landi, também autores de poesia em latim.
A versão latina da obra sobre a ilha da Madeira foi reeditada em 1599 pelo humanista madeirense padre Manuel Constantino (assinando na forma latinizada Emanuelis Constantini), ao tempo professor em Roma, com o título Insulae materiae historia, cui accesserunt orationes duae ..., 1599, sem indicação do autor original. Nesta edição, um verdadeiro plágio, estão eliminados o passos que caracterizam negativamente os portugueses ou pouco compatíveis com a moral religiosa. As adaptações não são muitas e a obra no geral é pura cópia. A versão editada por Manuel Constantino foi traduzida do latim para português pelo padre João Baptista de Afonseca e publicada em 1930 com o título História da Ilha da Madeira.

## Obras publicadas
Conhecem-se as seguintes obras de Giulio Landi (algumas com reedições):
- Formaggiata di Sere Stentato al serenissimo re della virtude. Stampata in Piasenza [i.e. Venezia]: per ser Grassino Formaggiaro [i.e. Gabriele Giolito De Ferrari], 1542.
- La vita di Esopo tradotta, et adornata dal signor conte Giulio Landi. In Vinegia : appresso Gabriel Giolito de Ferrari, 1545.
- La vita di Cleopatra reina d'Egitto. Dell'illustre s. conte Giulio Landi. Con una oratione nel fine recitata nell'Academia dell'Ignoranti, in lode dell'ignoranza. In Vinegia : Gualtiero Scoto, 1551.
- Le attioni morali dell'illust. sig. conte Giulio Landi piacentino; nelle quali, oltra la facile e spedita introduttione all'Ethica d'Aristotele, si discorre molto risolutamente intorno al duello; si regolano in esso molti abusi; si tratta del modo di far le paci; & s'ha piena cognitione del uero proceder del gentilhuomo, del caualiere, & del principe. In Vinegia : appresso Gabriel Giolito de' Ferrari, 1564.
- Le diletteuoli fauole di Esopo e di altri eleuati ingegni. Raccolte dal conte Giulio Landi. In Venetia : appresso Giouanni Bariletto, 1569.
- La descrittione de l'isola de la Madera, gia scritta ne la lingua latina, dal molto ill. signor conte Giulio Landi, et hora tradotta dal latino ne la nostra materna lingua, dal reverendo m. Alemanio Fini, ne la quale si contengono molto belle, e delettevoli narrationi; e massimamente l'agricoltura del zucchero, e li costumi de gli huomini di quel paese ... v'è posta anco la Descrittione latina del primo autore di tutte le sovradette cose, acciò possa il lettore leggere in quella lingua che sia più di gusto suo. In Piacenza : appresso Francesco Conti, 1574.
- Il secondo volume de l'azzioni morali de l'illustre Signor Conte Giulio Landi, doue si tratta de le virtù intellettuali et de li buoni affetti de gl'animi humani, secondo la intelligenza aristotelica & de le medesime cose trattasi secondo la nostra disciplina cristiana; si discorre ancora soura il voluntario di Aristotele, e di contra poi soura il libero arbitrio cristiano, & in ultimo trattasi de la tripartita felicità filosofica, mondana, e cristiana, con le particolari differenze, e conuenienze de lesudette cose, fra il filosofo, e noi cristiani. In Piacenza : appresso Francesco Conti, et Giovan Antonio de' Ferrari compagni, 1575 ([Piacenza : Francesco Conti], 1576).